# Gérard de Conchy
Gérard de Conchy fut un prélat catholique, évêque d'Amiens de 1247 à 1257. Il aurait été originaire de Conchy-sur-Canche.

## Biographie
Gérard de Conchy fut pénitencier puis doyen du chapitre cathédral d'Amiens avant de devenir évêque en 1247. Il accompagna le roi saint Louis à la croisade jusqu'à Damiette et revint dans son diocèse en 1250. Sous son épiscopat, Jacob, un moine apostat, devint le chef d'une troupe de pastoureaux, en prêchant la croisade, pillant différentes contrées du royaume. Il entra dans Amiens avec 3 000 hommes puis se dirigea vers Orléans et Bordeaux. 
En 1251, Gérard de Conchy institua dans le diocèse d'Amiens la fête de saint Juste et de saint Arthémis, martyrisés près de Conchy-sur-Canche.
En 1253, Gérard de Conchy fonda à Amiens, près de la porte Saint-Michel, une maison de retraite pour les pauvres prêtres âgés, hors d'état d'accomplir leur ministère. Il assura le déménagement de l'hôtel-dieu du quartier canonial à la « chaussée au bled » (actuelle rue Saint-Leu), organisa dans le diocèse des quêtes lors de présentation des reliques de saint Honoré à la population afin poursuivre la construction de la cathédrale Notre-Dame d'Amiens. En 1255, à la demande de l'évêque de Noyon qui avait un différend avec l'abbaye Saint-Eloi, Gérard de Conchy fit ouvrir la chasse de saint Eloi pour y trouver des documents. Le pape Alexandre IV le choisit, en 1256, comme commissaire au procès du chapitre de Saint-Quentin. En 1257, eut lieu la translation des reliques des saints Victoric, Cassien et Quentin.
Gérard de Conchy mourut en 1257 et fut inhumé dans la cathédrale Notre-Dame d'Amiens où son gisant existe toujours.